# Mark Lothar

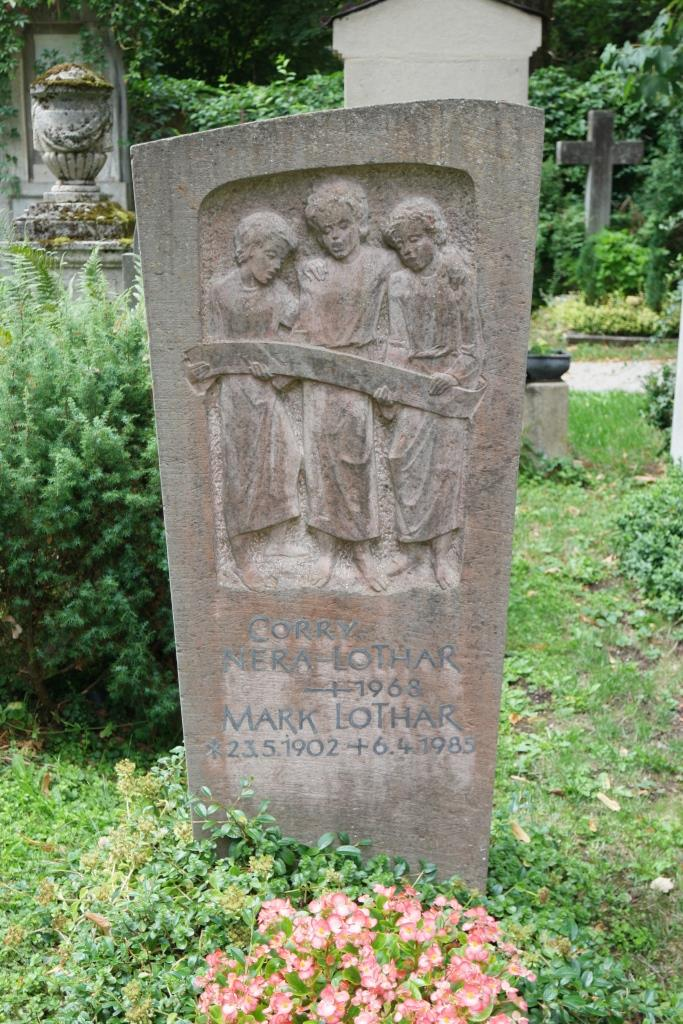
Grab von Mark Lothar und seiner Frau Corry Nera auf dem Friedhof München-Solln

Mark Lothar (eigentlich Lothar Hundertmark; * 23. Mai 1902 in Berlin; † 6. April 1985 in München) war ein deutscher Komponist.

## Leben
Er studierte in Berlin an der Musikhochschule bei Franz Schreker, bei Walther Carl Meiszner (Klavier, 1921–1926) und in München bei Ermanno Wolf-Ferrari. Frühzeitig wurde Mark Lothar als Liedbegleiter berühmter Sänger und Sängerinnen bekannt, darunter Erna Berger und Corry Nera, die 1934 Lothars Frau wurde, sowie später Hermann Prey. 1933 wurde Lothar, der Mitglied im völkisch gesinnten, antisemitischen Kampfbund für deutsche Kultur war, von Max Reinhardt als Musiksachverständiger an das Deutsche Theater berufen. 1934 erfolgte seine Berufung durch Gustaf Gründgens an das Preußische Staatstheater in Berlin, wo er bis 1944 als musikalischer Leiter tätig war. Während der NS-Zeit erhielt er verschiedene Kompositionsaufträge der Goebbels unterstellten Reichsstelle für Musikbearbeitungen. Im August 1944 wurde Lothar von Adolf Hitler in die Gottbegnadeten-Liste der in seinen Augen wichtigsten Komponisten aufgenommen, was ihn vor einem Kriegseinsatz auch an der Heimatfront bewahrte. Laut dem Diensttagebuch des Generalgouverneurs Hans Frank war Lothar noch am 8. November 1944 mit anderen Künstlern und NS-Propagandisten zum Tee in Krakau eingeladen, um seine neue Oper Brabant vorzustellen.
Ab 1945 arbeitete Lothar am Bayerischen Staatstheater und ab 1955 als freischaffender Komponist in München.
Mit „Tyll“ errang er 1928 seinen ersten großen Opernerfolg. Diese humorvolle Spiel-Oper mit lyrischen und heiteren Partien begeisterte auch 1984 bei ihrer Wiederaufführung am Theater Oberhausen Publikum und Kritiker. „Tyll“ schlossen sich u. a. Opern wie „Münchhausen“ (UA: Semperoper Dresden 1933), „Schneider Wibbel“ (1938), „Rappelkopf“ (UA: München 1958) und „Momo und die Zeitdiebe“ (1978) an. Aus den 1930er Jahren stammt seine Musik zu dem Bühnenwerk „Hans Sonnenstössers Höllenfahrt“ sowie Lord Spleen (1930).
Einen Namen erwarb sich Lothar auch als Komponist von Bühnenmusiken, Filmmusiken (zum Beispiel zu „Friedemann Bach“, „Zärtliches Geheimnis“ sowie zu „Faust“ von Gustaf Gründgens) und Liedern nach Texten von Hermann Löns, Joachim Ringelnatz, Christian Morgenstern und anderen. Bekannt wurde auch sein Liederzyklus „Musik des Einsamen“ op. 69 nach Gedichten von Hermann Hesse, den auch Dietrich Fischer-Dieskau interpretierte.
Seine Grabstätte befindet sich auf dem Friedhof Solln in München.

## Filmografie (Auswahl)
- 1921: Teufel und Circe
- 1939: Der Schritt vom Wege
- 1941: Friedemann Bach
- 1944: Nora
- 1947: Zwischen gestern und morgen
- 1949: Tragödie einer Leidenschaft
- 1949: Du bist nicht allein
- 1949: Verspieltes Leben
- 1949: Nachtwache
- 1950: Föhn
- 1951: Dr. Holl
- 1952: Das letzte Rezept
- 1952: Die große Versuchung
- 1953: Martin Luther
- 1953: Königliche Hoheit
- 1954: Sauerbruch – Das war mein Leben
- 1955: Geliebte Feindin
- 1956: Regine
- 1956: Zärtliches Geheimnis
- 1956: Das Mädchen Marion
- 1956: Teufel in Seide
- 1957: Made in Germany – Ein Leben für Zeiss
- 1957: Die Letzten werden die Ersten sein
- 1957: … und führe uns nicht in Versuchung
- 1958: Auferstehung
- 1960: Faust

## Hörspielmusik
- 1948: Wolfgang Borchert: Draußen vor der Tür – Regie: Walter Ohm (Radio München)
- 1951: Molière: Der eingebildete Kranke – Regie: Walter Ohm (BR)
- 1952: Nikolai Gogol: Der Revisor – Regie: Walter Ohm (BR)
- 1953: Carl Zuckmayer: Ulla Winblad oder Musik und Leben des Carl Michael Bellmann – Regie: Walter Ohm (BR/RB/SWF)